# 2005 FN (planetka)
2005 FN je planetka patřící do Atenovy skupiny. Spadá současně mezi objekty pravidelně se přibližující k Zemi (NEO). Její dráha však prozatím není definitivně stanovena, proto jí nebylo dosud přiděleno katalogové číslo.

## Popis objektu
Vzhledem k tomu, že byla pozorována pouze necelé dva dny během mimořádného přiblížení k Zemi, nestihli astronomové provést spektroskopický výzkum. Proto o jejím chemickém složení není nic známo. Její průměr je odhadován na základě hvězdné velikosti a protože není známo ani albedo jejího povrchu, je proto značně nejistý.

## Historie
Planetku objevili 17. března 2005 kolem 10:34 světového času (UTC) jednometrovým dalekohledem s CCD kamerou na Lincoln Laboratory Observatory v rámci programu LINEAR astronomové M. Blythe, F. Shelly, M. Bezpalko, R. Huber, L. Manguso, D. Torres, R. Kracke, M. McCleary, H. Stange a A. Milner. Stalo se tak pouhých 35 hodin před jejím přiblížením k Zemi. Dne 18. března 2005 v 21:43 UTC prolétla rychlostí 10,62 km/s v minimální vzdálenosti 150 tis. km od středu Země.

## Výhled do budoucnosti
Ze znalosti současných elementů dráhy planetky vyplývá, že minimální vypočítaná vzdálenost mezi její drahou a dráhou Země činí 99 tis. km. Nejbližší velké přiblížení k Zemi na vzdálenost 12,2 mil. km se očekává 18. března 2014. V tomto století dojde ještě k dalším přiblížením tohoto tělesa k Zemi, a to zejména 2039, 2051, 2066 a 2095, ale žádný z nich nebude už tak velké jako v roce 2005. Mimo to prolétne také dvakrát kolem Venuše a to 27. března 2006 (ve vzdálenosti 4,4 mil. km) a v roce 2090. Přestože patří k blízkozemním planetkám, nemůže Zemi ohrozit.